# Cornelis Hin
Cornelis Nicolaas Hin (Den Helder, Holanda del Nord, 6 d'octubre de 1869 - Bloemendaal, 21 d'octubre de 1944) va ser un regatista neerlandès que va competir a començaments del segle xx.
El 1920 va prendre part en els Jocs Olímpics d'Anvers, on va guanyar la medalla d'or en la categoria de 12 peus del programa de vela. Hin navegà a bord del Beatrijs III junt als seus fils Johan i el Frans.